# Pentaschistis oreodoxa
Pentaschistis oreodoxa är en gräsart som beskrevs av Herold Georg Wilhelm Johannes Schweickerdt. Pentaschistis oreodoxa ingår i släktet Pentaschistis och familjen gräs. Inga underarter finns listade i Catalogue of Life.